# Paramelomys mollis
Paramelomys mollis és una espècie de mamífer rosegador de la família dels múrids. Viu a altituds d'entre 1.200 i 2.200 msnm a Indonèsia i Papua Nova Guinea. El seu hàbitat natural són els boscos montans tropicals. És una espècie en risc mínim, és a dir, no sembla que hi hagi cap amenaça significativa per a la seva supervivència. El seu nom específic, mollis, significa ‘tou’ en llatí.